# Фатална
Фатална је песма коју пева Ђогани, српска група. Песма је објављена 2014. године и налази се на албуму 2015.

## Текст и мелодија
Песма Фатална је ауторско дело, чији је текст написао Стева Симеуновић. Сам назив песме је придев фатална, гализам који значи смртоносно или које изазива велику катастрофу, смрт или уништење; у овој песми означава лепу жену без премца.
Музику за песму радио је Ђорђе Ђогани, а аранжман Александар Кобац.

## Спот
ONAIR MEDIA GROUP је урадио спот за песму. На Јутјуб је отпремљен 1. јула 2014. године.